# 舜
舜（公元前？—公元前？），中國上古時代的五帝之一，东夷人。亦是道教與民間信仰的地官大帝。名重華；生於姚墟，為姚姓，后居于媯水之边，後人將姚姓改为妫姓，有虞氏。冀州人，都城在蒲阪（今山西永济）。舜為四部落聯盟首領，以受堯的「禅让」而稱帝於天下，其國號為「有虞」。帝舜、大舜、虞帝舜、舜帝皆虞舜之帝王號，故後世以舜簡稱之。《中庸》引述孔子稱舜「德為聖人，尊為天子」。《孟子》引述孟子稱舜「舜生于诸冯，迁于负夏，卒于鸣条，东夷之人也。文王生于岐周，卒于毕郢，西夷之人也。」。

## 姓名
舜兩眼都是雙瞳仁，故名重華。《尚書緯，帝命驗》記「姚氏縱華感樞。」鄭玄注︰「舜母感樞星之精而生舜重華。」

## 生平
據古代典籍記載舜是冀州人（當時的冀州，包含今河北、遼寧、山西省）。黃帝的九世孫、帝顓頊的七世孫，自六世祖窮蟬起都是平民。舜又稱有虞氏，出生在姚墟（今山西永濟蒲州鎮北）。他的父親瞽叟是個盲人。瞽叟的妻子握登在姚墟生下了舜。傳說他在接替堯擔任部落聯盟首領之前接受堯的考察時，曾在歷山（中條山，或說濟南千佛山）耕田，後來堯把他封在虞地（今山西平陸西南），擔任部落聯盟首領後，建都蒲阪（今蒲州鎮）。舜嚴於律己，而又寬厚待人。

### 童年
舜自幼喪母，父親續娶，生女敤首、幼子象。舜很小就要工作，以維持全家的生活。舜的父親性格頑固，寵愛後妻和幼子，三人都想殺死舜。舜平常孝順父母，關心幼弟。如果自己有小過錯，就甘願受罰。

### 青年

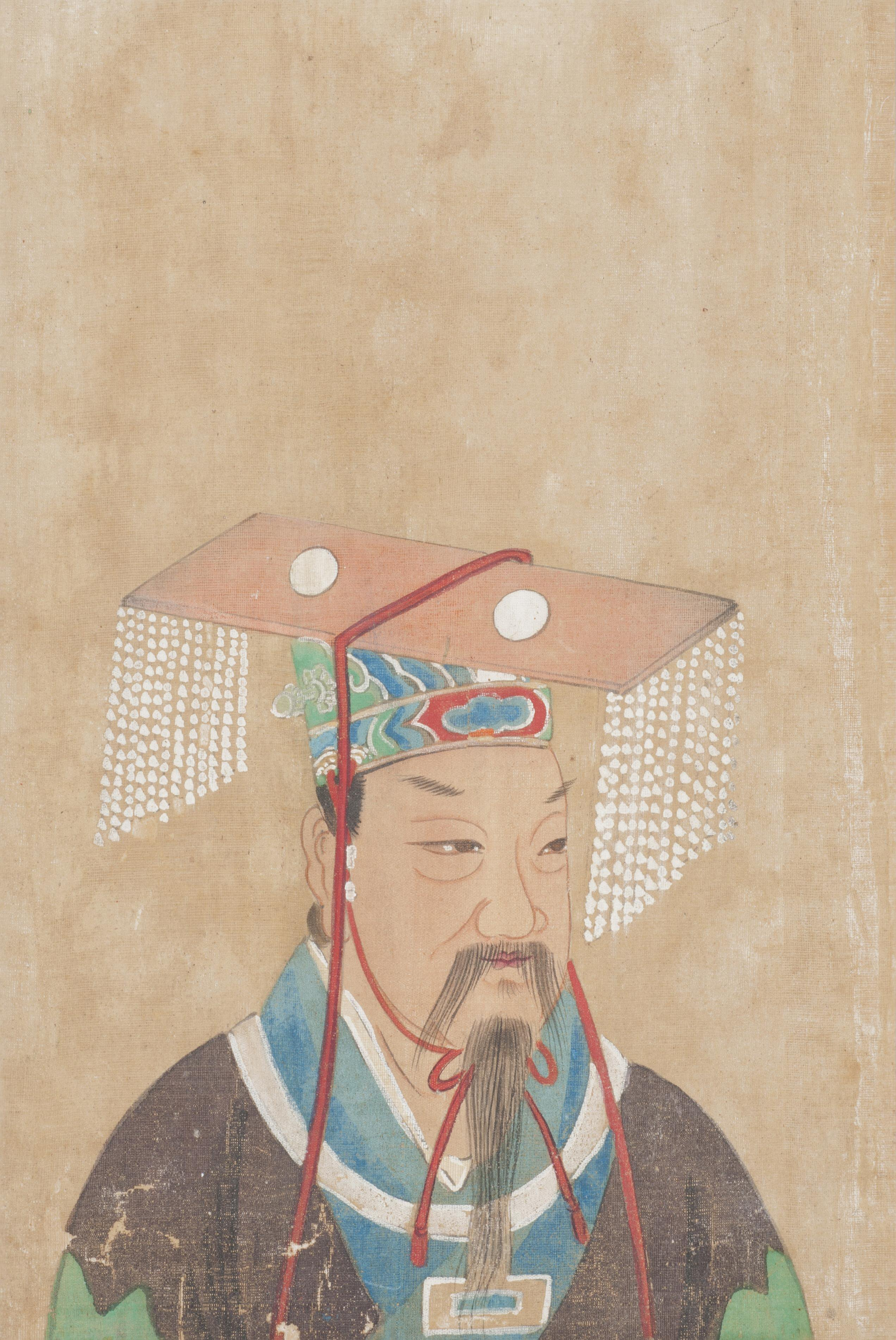
舜帝

二十歲時，舜就以孝道聞名於天下。舜三十歲時，帝堯問四岳天下間有誰能夠繼承共主之位，四岳推薦舜。帝堯於是召見舜，問：「我想使天下太平，你說該怎麼做？」舜回答道：「要待人公平公正，不偏不倚，對小事也不能馬虎，更要講究信譽、說話算數，那樣天下人自會擁護你。」堯又問：「什麼事最重要？」舜答：「祭祀上天。」又問：「什麼官職最重要？」舜回答：「管理土地。」堯又問：「首先要做什麼？」舜回答：「關心百姓。」帝堯十分滿意，賞賜舜細葛布製的衣服、一張琴，又給他牛羊，為他建糧倉，堯還把娥皇、女英兩個女兒嫁給舜，並為他們修建宮室；他用各種方法對舜進行考驗，舜都成績卓著，受到廣泛的好評。
據《史記》所載，舜曾在歷山耕種，讓歷山的人都相互推讓地界；在陶河濱製陶，讓河濱的陶器都不再偷工減料；在雷澤捕魚，讓雷澤的人都推讓漁界。
雖然舜深得堯的鍾愛，但舜的父親瞽叟和弟弟象仍想殺死舜。有一次，瞽叟對舜說：「糧倉的頂漏水，你快去修補一下。」舜於是爬到糧倉頂上塗泥補漏，繼母便叫象在這時放火燒糧倉，舜情急智生，用斗笠保護自己不受火燒而逃（一說舜雙手舉著斗笠，像鳥兒一般降落下來逃走）。又一次，繼母要舜挖井，舜挖井的時候，在側壁鑿出一條暗道通向外邊。當舜挖到深處，繼母和象一起往下倒土填埋水井，而舜從旁邊的暗道出去，又逃過一劫。繼母和象都以為舜死了，非常高興。象說：「這個主意是我出的，舜的妻妾和琴歸我，牛羊和糧倉歸二老。」象於是搬到舜的宮室住下，彈起舜的琴。舜回到家中，象先是十分驚愕，後又很不自在，說：「我正十分難過地思念你呢！」舜回答道：「是嗎？你真是個好弟弟！」以後，仍然十分孝順父母，愛護弟弟。

### 參政
於是堯乃試舜五典百官，皆治。舜特別善於識別和使用人才。高陽氏有八個有才能的子孫，人稱其為「八愷」，意思就是八個和善的人。高辛氏也有八個有才能的子孫，人稱其為「八元」，意思就是八個善良的人。這十六個人美名遠揚，帝堯卻沒有舉用他們。舜當了帝堯的臣子以後，推舉八愷擔任管理土地的職務，舜又推舉八元到四方之國宣揚五種教化，他們都能盡心辦事，發揮長處，使天下安寧、百姓和睦、農業發展、四邊和平。
當時帝鴻氏有個不成器的子孫，他毀棄道義，陰險狠毒，盡幹壞事，人稱他為「混沌」；少皞氏有個不成器的子孫，不講信譽，廢棄忠誠，喜聽讒言，慣於花言巧語，人稱他為「窮奇」；顓頊氏有個不成器的子孫，沒法教訓，不知道好歹，人稱他為「檮杌」；縉雲氏有個不成器的子孫，喜歡吃喝，貪求財寶賄賂，天下人對他十分憎惡，稱他為「饕餮」。
這四個家族造成了當代社會的災難，帝堯卻沒能趕走他們。舜知道後打開城門，把這四凶都流放到四方邊遠地區，讓他們去抵禦四方妖怪。壞人趕跑了，社會也安定了。
驩兜推薦共工，帝堯認為不行，但還是讓他試任主管百工的工師，但共工果然放肆地幹壞事。
四岳推薦鯀治理洪水，帝堯認為不行，在四岳的要求下，讓他試試，九年都沒成功。
三苗部落居住於江淮和荊州一再反叛。舜向帝堯建議平定後，將共工流放到幽陵，使其變化北狄；將驩兜流放到崇山（今湖南省張家界市），使其變化南蠻；將三苗流放到三危（今甘肅省敦煌市東南25公里處），使其變化西戎；將鯀流放到羽山（今山東省臨沂市臨沭縣與交江蘇省連雲港市東海縣省界處），以改變東夷的風氣。       這四個人懲處以後，天下人都信服了舜。

舜50歲時，堯年紀大了，經過二十年的考察，堯知道舜的能力和德行足以勝任共主，堯就要舜代行共主政務，自己就到四方去巡視。舜首先觀察天象，以擺正日月五星的位置。進而祭祀上帝、名山大川和各種神祇。又選擇吉日，接見四岳和各方首領。舜又四方巡視。以後，舜每五年巡視天下一次，其餘時間，讓各地君長到京城朝見。舜將天下劃為、冀、幽、營、兗、青、徐、荊、揚、豫、梁、雍共十二州，以河道確定各州的邊界。

### 受禪共主

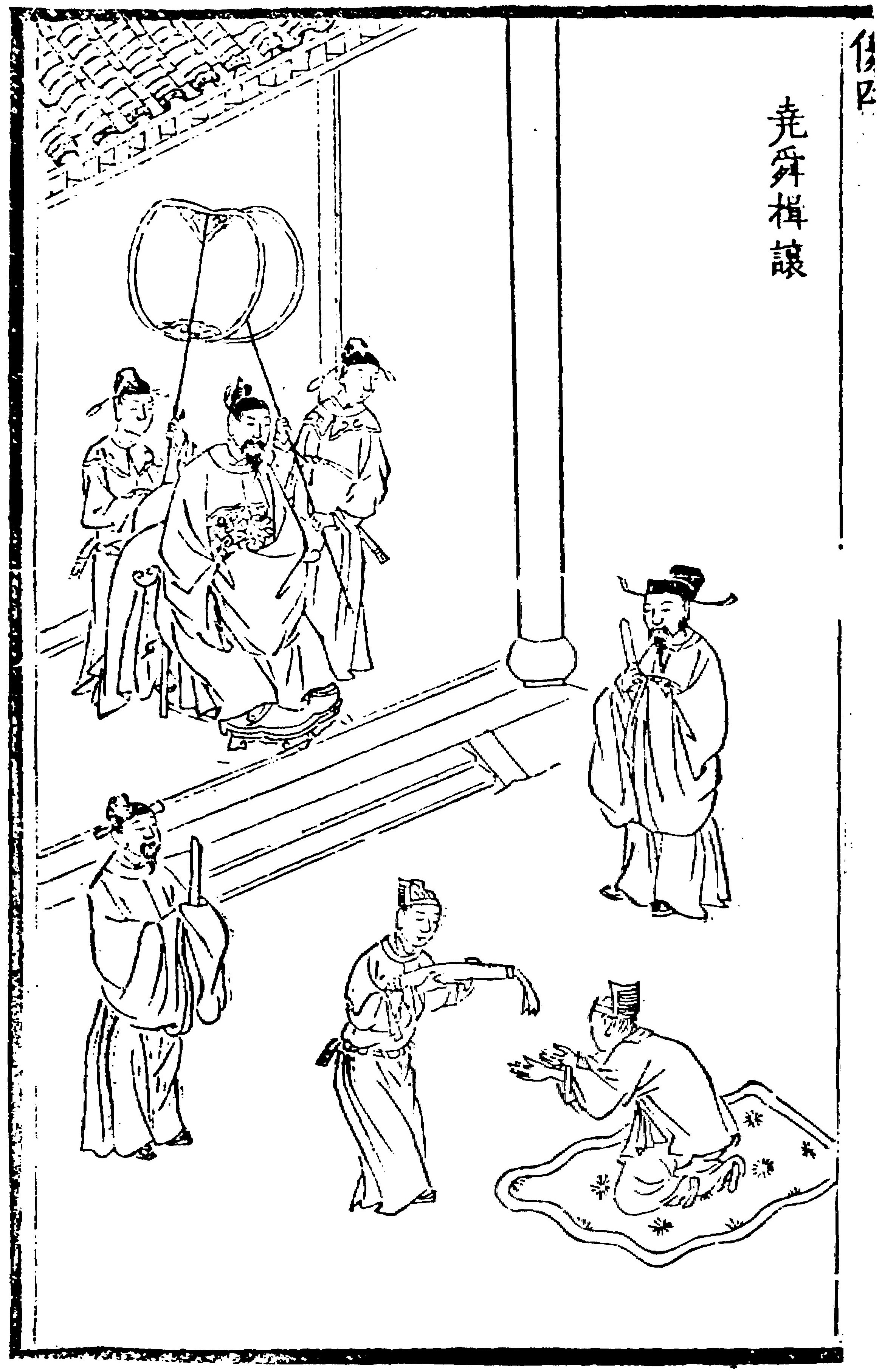
堯舜揖讓

舜58歲時，舜攝政共主有8年，帝堯逝世，舜於服喪三年後，就讓共主之位給堯的兒子丹朱，自己退避到南河之南。但是，天下人心不服，天下諸侯都去朝見舜，卻不理會丹朱；打官司的人也都告狀到舜那裡，民間編了許多歌謠頌揚舜，都不把丹朱放在眼裡。舜覺得人心所向，天意所歸，無法推卸，遂回到都城正式登上共主之位。不過，傳說中舜的都城與堯的都城不在一個地方。據唐代孔穎達《毛詩正義》引皇甫謐所說；“舜所營都，或云蒲坂。”而「蒲坂」在唐代是河東縣，即今山西永濟縣。
堯死以後，舜在政治上又有一番大的興革。原已舉用的禹、皋陶、契、棄、伯夷、夔、龍、垂、益等人，職責都不明確，此時舜命禹擔任司空，治理水土；命棄擔任后稷，掌管農業；命契擔任司徒，推行教化；命皋陶擔任“士”，執掌刑法；命垂擔任“共工”，掌管百工；命益擔任“虞”，掌管山林；命伯夷擔任“秩宗”，主持禮儀；命夔為樂官，掌管音樂和教育；命龍擔任“納言”，負責發布命令，收集意見。
舜要求十二州的長官們發揚堯的美德，以仁義治民，排斥用花言巧語獻媚的小人，使外邦部落都來歸附。帝舜問四岳：「你們看有誰能擔當中朝的重任？」四岳都說：「如果讓禹擔任司空，一定能做出成績。」帝舜說：「好！禹啊，你就擔任司空，負責治水，好好努力吧！」禹磕頭辭讓，推薦棄、契或皋陶擔任。帝舜說：「這些人都很有才幹，但這件事還是你去做吧！」接下來，帝舜指著棄（周部落的祖先）說：「棄，百姓已開始缺糧，你就擔任農官（后稷），督促人們按節令播種穀物。」又對契（商部落的祖先）說：「契，現在百姓還不夠親近，人倫關係也沒有理順，你就擔任司徒，去誠敬地推行五教，使父子有親，君臣有義，男女有別，長幼有序，朋友有信。辦事一定要寬厚呀！」又對皋陶說：「皋陶，現在蠻夷侵擾華夏，壞人為非作歹，你就擔任司法官（士），處刑要讓人信服，流放罪分為不同等級，而遠近不同。只有公正明允，才能取得民眾的信任。」帝舜接著逐個徵求大臣們的意見，任命垂擔任管理百工的共工，任命益擔任管理山林川澤的朕虞，任命朱虎、熊羆為益的副手，任命伯夷擔任主持宗廟祭祀的秩宗，任命夔擔任管理詩歌音樂的典樂，任命龍擔任負責內外傳達的納言，並分別對每個人提出了具體的希望要求。最後，帝舜對十二牧、四岳和新任命的六位主官說：「喂！你們二十二人要各自嚴守其職，審慎地順從天意行事。」帝舜還規定對官員三年考察一次政績，三次考核決定提升或處罰。
通過這樣的整頓，“庶績咸熙”，各項工作都出現了新面貌。上述大小官員都努力建功立業，建樹了輝煌的業績。而其中禹的功勞成就最大，他盡心治理水患，身為表率，劈開很多山嶺，鑿山通澤，疏導河流，引導洪水流入大海，終於治服了洪水，使天下人民安居樂業，確定九州的劃分，各自按規定前來朝貢。當比之時，“四海之內咸戴帝舜之功”，“天下明德皆自虞帝始”，呈現出前所未有的清平局面。在五千里的範圍內，無論是南邊的交趾，西邊的戎、析支、渠廋、氐、羌，北邊的山戎、北發、息慎，還是東邊的長夷、鳥夷，都受到安撫，天下人全都感戴帝舜的功德。

### 篡奪說
另有傳說稱，當時正值帝堯的中原華夏酋邦國家發生危機、統治即將瓦解之世，以舜和益為首的東夷與其他氏族部落，正欲篡奪堯的帝位。於是舜便在堯的面前誹謗丹朱，挑撥其父子關係。舜並設法說動帝堯，把丹朱派到離堯較遠的南邊丹水流域做諸侯。有說是流放，故《竹書》有“后稷放帝朱於丹水”的記載。
舜代理堯執政後，囚禁了堯，為了不讓堯的兒子丹朱知道事情真相，阻止丹朱看望堯，《竹書》有“昔堯德衰，為舜所囚。舜囚堯，复偃塞丹朱，使不與父相見也。”舜並逼迫堯禪位於他，丹朱知道後，率三苗之兵伐舜，雙方在丹浦展開大戰。郭濮在注《山海經·海外南經》中說：“昔堯以天下讓舜，三苗之君非之。”和“舜伐三苗”的記載。巨人部落首領夸父是丹朱的得力大將，“逐日”誤入大澤而死，以射箭聞名的后羿部落助陣帝舜，因此丹朱在失去夸父這一重要助力的情況下，在與帝舜爭奪帝位的戰爭中失敗。丹朱戰敗後，其後裔向河南、湖南、河北、山東等地遷移。由於這次大戰雙方傷亡都很大，後來丹朱被描畫成“凶神”或主管災禍的“邪神”，甚至有一支後代被稱為“狸姓”，遇到災荒之年朝廷還要請狸姓人出來代為祈禱消災。《國語·周語上》：“有神降於莘。”惠王問內史過，內史過以為丹朱之神，請使太宰帥狸姓，奉犧牲粢盛往焉。韋昭注：“狸姓，丹朱之後也。”
帝堯崩後，丹朱才回到中原地區去奔喪，因舜的“謙讓”，曾稱帝三年，故《竹書紀年》、《山海經》等古籍稱丹朱為“帝丹朱”。但大臣們全跑到南河之南朝覲舜而不朝覲丹朱。於是，舜曰“天也”，便順應天意和人民的呼聲登上了帝位。這就是“堯舜禪讓”。因丹朱作為三苗部落首領並且曾稱帝三年，故在南方的地位崇高，被湖南、廣東等地民眾被奉為衡山皇、丹朱皇。舜則把丹朱封到房地為諸侯。《竹書紀年》則稱“丹諸（朱）辟（避）舜於房”，就是說丹朱尊父命而讓天下於舜，自己遠避於房地。

### 身後
帝舜以堯的兩個女兒娥皇和女英為帝妃，娥皇無子，女英生子商均，另有庶子八人。帝舜83歲年老時，知道自己的弟弟象和兒子商均都不肖、不成器，於是向上天薦告以禹繼承帝位，就確定了威望最高的禹為繼任者，並由禹來攝行政事，實行禪讓。17年後，即在帝位39年，帝舜在南方巡狩途中逝世，死於蒼梧之野，安葬於九嶷山南側（又稱蒼梧山，今湖南寧遠縣境內，錢穆先生認為在湖北北部的漢水流域），稱為「零陵」，終年一百零一歲。

## 後世紀念

### 陵墓及祭祀

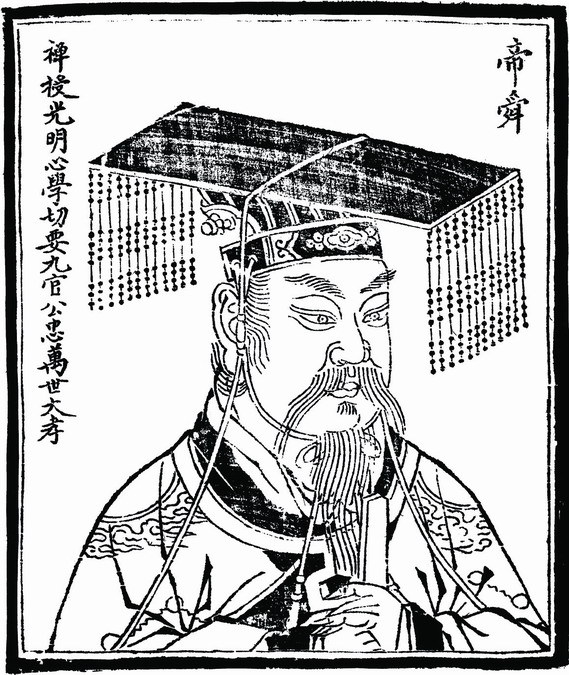
帝舜

- 舜陵，位於湖南省寧遠縣南30公里九嶷山。因山有九峰相似而得名，峰景奇妙。陵墓前建廟，後設碑亭一座，亭內豎隸書「帝舜有虞氏之陵」石碑一座。附近有石雕俑群。
- 舜帝陵廟，位於中國山西省運城市鹽湖區北相鎮楊包村西，是舜帝的陵和廟，2006年被列為第六批全國重點文物保護單位。
- 舜王庙，位于浙江省绍兴市柯桥区王坛镇舜王山，2013年被列为第七批全国重点文物保护单位。

### 道教
道教中認為地官大帝為（舜），與天官大帝（堯）、水官大帝（禹），合稱三官大帝。中元節為地官大帝誕。

### 儒家
舜與堯一樣，禪位讓賢，同是先秦時期儒墨兩家推崇的古昔聖王。而舜對於儒家，又有特別的意義。儒家的學說重視孝道，舜的傳說也是以孝著稱，所以他的人格形象正好作為儒家倫理學說的典範。孟子繼孔子之後對儒學的發展有巨大貢獻，他極力推崇舜的孝行，而且倡導人們努力向舜看齊，做舜那樣的孝子。說：“舜，人也；我，亦人也。舜為法於天下，可傳於後世，我由（猶）未免為鄉人也，是則可憂也。憂之如何？如舜而已矣。”他甚至設想，舜為天子，而瞽叟殺人被捕，舜雖不會利用權力破壞刑律而將其赦免，但一定到監獄裡偷偷地把父親背出來，一起逃到海濱，過無憂無慮的日子，為了共享天倫之樂而忘掉天子的地位。由於儒家的宣傳，有關舜的傳說事蹟在中國文化傳統中留下極深刻的影響。

### 孝感動天

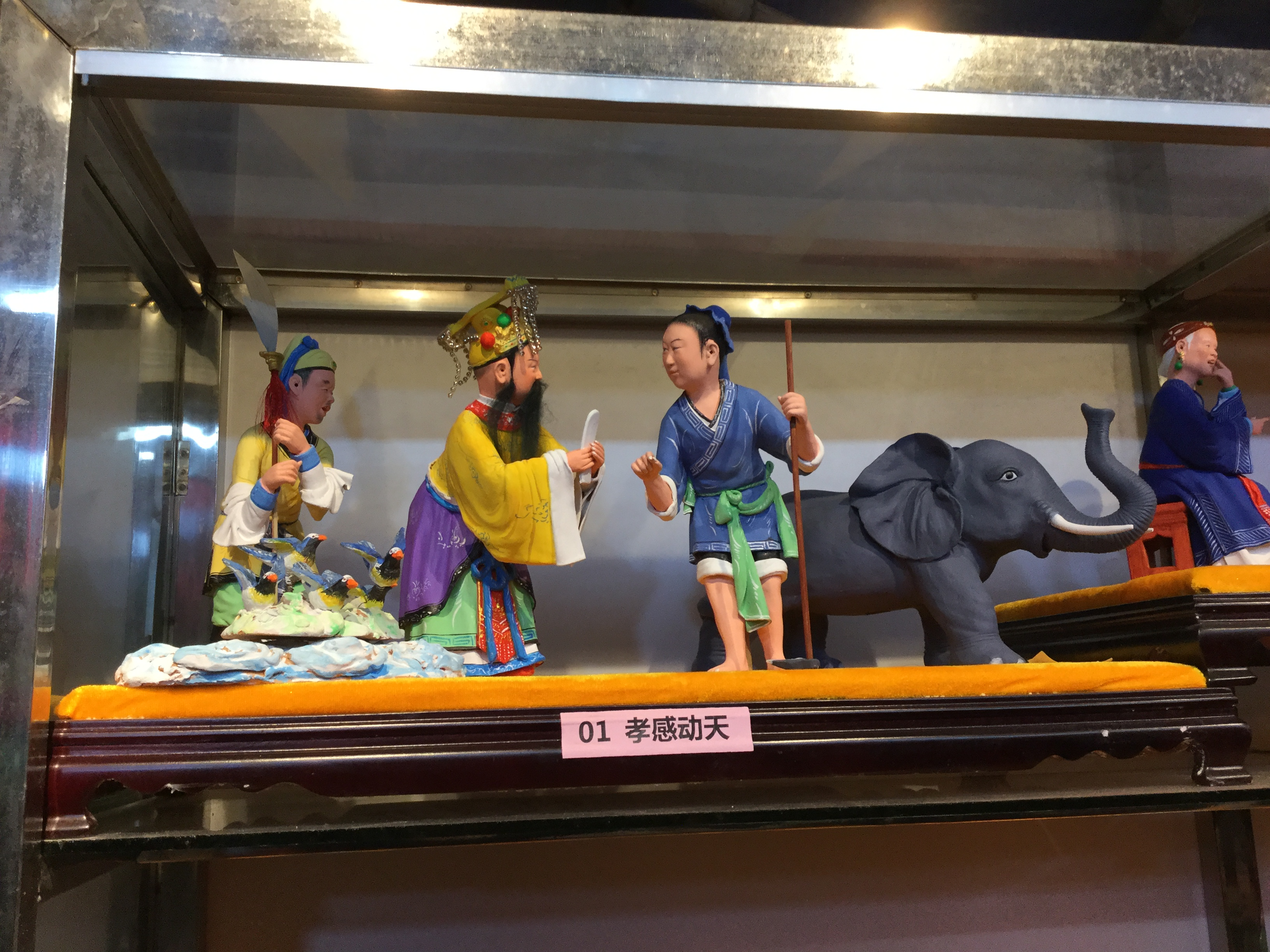
破门楼郑翁仔灯《孝感动天》

虞舜性至孝。父頑，母嚚，弟象傲。舜耕于歷山，有象為之耕，鳥為之耘。其孝感如此。帝堯聞之，事以九男，妻以二女，遂以天下讓焉。
舜，傳說中的遠古帝王，五帝之一，姓姚，名重華，號有虞氏，史稱虞舜。相傳他的父親瞽叟及繼母、異母弟象，多次想害死他：讓舜修補穀倉倉頂時，從穀倉下縱火，舜手持兩個斗笠跳下逃脫；讓舜掘井時，瞽叟與象卻下土填井，舜掘地道逃脫。事后舜毫不嫉恨，仍對父親恭順，對弟弟慈愛。他的孝行感動了天帝。舜在歷山耕種，大象替他耕地，鳥代他鋤草。帝堯聽說舜非常孝順，有處理政事的才幹，把兩個女兒娥皇和女英嫁給他；經過多年觀察和考驗，選定舜做他的繼承人。舜登天子位後，去看望父親，仍然恭恭敬敬，並封象為諸侯。

### 其他
舜曾先後以農耕、漁業、陶工、商貿為生。《五帝本紀》云：“舜耕歷山，漁雷澤，陶河濱，作什器於壽丘，就時于負夏。”《尚書大傳》曰：“販於頓丘，就時負夏”。柳詒徵所著《中國商業史》稱舜為「商業家之鼻祖」。

## 堯舜禹非禪讓說
《竹書紀年》等書記載：舜囚禁了堯並奪取大位，禹又逼迫舜讓位。堯、舜、禹之間都是武力脅迫，並不是和平禪讓。
後世亦有人懷疑堯、舜、禹所謂的禪讓，曹丕篡奪漢獻帝之後，感歎道：“舜禹之事，吾知之矣。”李白的《遠別離》說：“堯幽囚，舜野死。”

## 史料記載
周朝的记载：
《中庸》：子曰：德为圣人，尊为天子，富有四海之内。
《孟子》：舜生于诸冯，迁于负夏，卒于鸣条，东夷之人也。
《墨子》：古者舜耕历山，陶河滨，渔雷泽。尧得之服泽之阳，授之政，天下平。
《管子》：舜非严刑罚，重禁令，而民归之矣。
《韩非子》之《说疑》：舜偪堯，禹偪舜，湯放桀，武王伐紂，此四王者，人臣弒其君者也，而天下譽之。
《竹書記年》：昔堯德衰，爲舜所囚也。舜囚堯于平陽，取之帝位。舜囚堯，復偃塞丹朱，使不與父相見也。
秦朝後之記載：
汉朝典籍《史记》中说：“天下明德，皆自虞舜始。”又说：“舜南巡狩，崩于蒼梧之野，葬于江南九疑。”
元朝典籍記載《二十四孝》舜也是二十四孝中，孝感動天的主角。

## 外部連結
- 张祥龙：〈舜孝的艰难与时间性 （页面存档备份，存于）〉.

维基文库
- 《史記·五帝本紀》
- 《舜典》

## 参見
- 妫姓
- 三皇五帝
- 三官大帝

| 前任： 尧 | 中国中原地区君主 | 繼任： 禹 |